# John Alexander McDougall

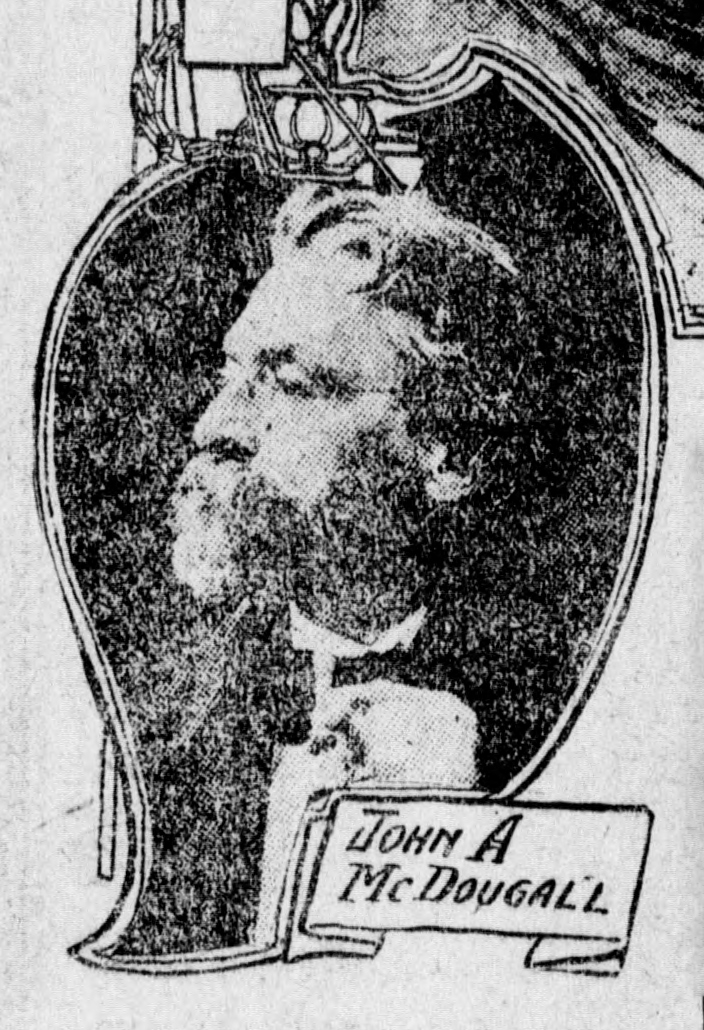
John Alexander McDougall, amerikanischer Fotograf und Maler

John Alexander McDougall (* um 1810, vermutlich in Schottland; † 1894) war ein schottisch-amerikanischer Porträtmaler, Miniaturist und Fotograf des 19. Jahrhunderts.

## Leben
John Alexander McDougall wurde um 1810 in Schottland geboren. Er wanderte in jungen Jahren in die Vereinigten Staaten aus und betrieb Ateliers in New York City und Newark (New Jersey), in denen er fotografierte und Miniaturen malte. Zu seinen berühmten Auftraggebern gehörten Edgar Allan Poe, Cornelius Vanderbilt und Henry Clay. Alle vier seiner Söhne waren im Kunstbereich tätig. Sein jüngster Sohn Walter erinnerte sich in seiner 1926 veröffentlichten Autobiografie „This is the Life“ an seinen Vater. Darin berichtet er von den Erfahrungen seines Vaters, der für seine Miniaturen Zelluloid statt Elfenbein verwendete, sowie von dessen Versuchen, bis 1880 eine Karriere als Fotograf zu verfolgen. Auch seine beiden Söhne Walt McDougall, ein bekannter Karikaturist, und John A. McDougall Jr. waren künstlerisch tätig. McDougall war zeitweise Mitglied der National Academy of Design und stellte seine Arbeiten regelmäßig aus.

## Werk

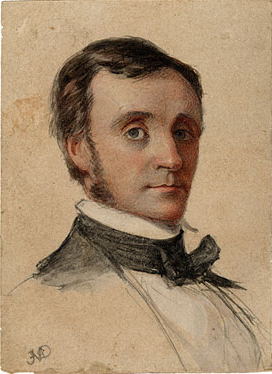
Miniaturporträt von Edgar Allan Poe, von John Alexander McDougall. The Huntington Library, San Marino, Kalifornien

John Alexander McDougall spezialisierte sich auf Porträtminiaturen, die vor allem bei wohlhabenden Familien gefragt waren. Seine Arbeiten zeichnen sich durch eine präzise Ausführung und eine zurückhaltende Farbpalette aus. Später experimentierte er auch mit der damals noch jungen Fotografie und integrierte fotografische Techniken in seine Arbeit.